# Menachem Hacohen

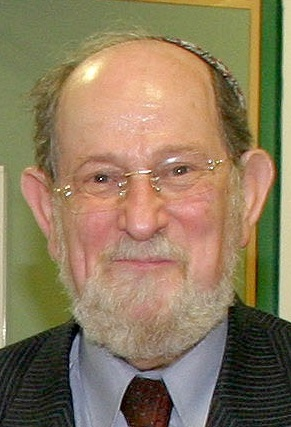
Menachem Hacohen, 2006

Menachem Hacohen (* 26. Juli 1932 in Jerusalem) ist ein israelischer Rabbiner, Politiker und Schriftsteller.
1951 begann er seinen Wehrdienst in der Nachal-Brigade. Dort war er bis 1955 Chefeditor der rabbinischen Publikationen. Von 1952 bis 1954 war er als Offizier für religiöse Zeremonien zuständig. 1955 und 1956 war HaCohen Rabbiner in der israelischen Marine. 1967 wurde er Rabbiner der Siedlerbewegung Moshavim, und bald darauf bis 1979 Rabbiner bei der Histadrut. 1973, 1977, 1981 und 1984 wurde er als Abgeordneter der Allianz HaMa’arach in die Knesset gewählt. Bei den Wahlen von 1988 verlor er sein Mandat. Zwischen 1997 und 2011 war er Oberrabbiner der rumänischen Judenheit. HaCohen engagiert sich auch im interreligiösen Dialog und arbeitet im von der UNESCO gesponserten Elijah Interfaith Institute mit. HaCohen hat etliche Bücher, wie The Stones Speak - History and Folklore about the Holy Places Liberated by the IDF, Book of the Life of Man - Weddings, Book of the Life of Man - Birth oder The Belief of a Nation publiziert.